# Uloborus glomosus
Espèce
Synonymes
- Epeira glomosus Walckenaer, 1841
- Phillyra mammeata Hentz, 1850
- Phillyra riparia Hentz, 1850
- Uloborus americanus Kaston, 1948

Uloborus glomosus est une espèce d'araignées aranéomorphes de la famille des Uloboridae.

## Distribution
Cette espèce se rencontre au Canada en Ontario et au Québec, aux États-Unis au Massachusetts, au Rhode Island, au Connecticut, dans l'État de New York, au New Jersey, en Pennsylvanie,  au Maryland, en Virginie, en Caroline du Nord, au Tennessee, au Kentucky, en Ohio, en Indiana, en Illinois, au Wisconsin, au Missouri, au Nebraska, au Kansas, en Oklahoma, au Texas, en Louisiane, en Arkansas, au Mississippi, en Alabama, en Floride, en Géorgie et en Caroline du Sud et au Mexique en Basse-Californie du Sud,,.

## Description

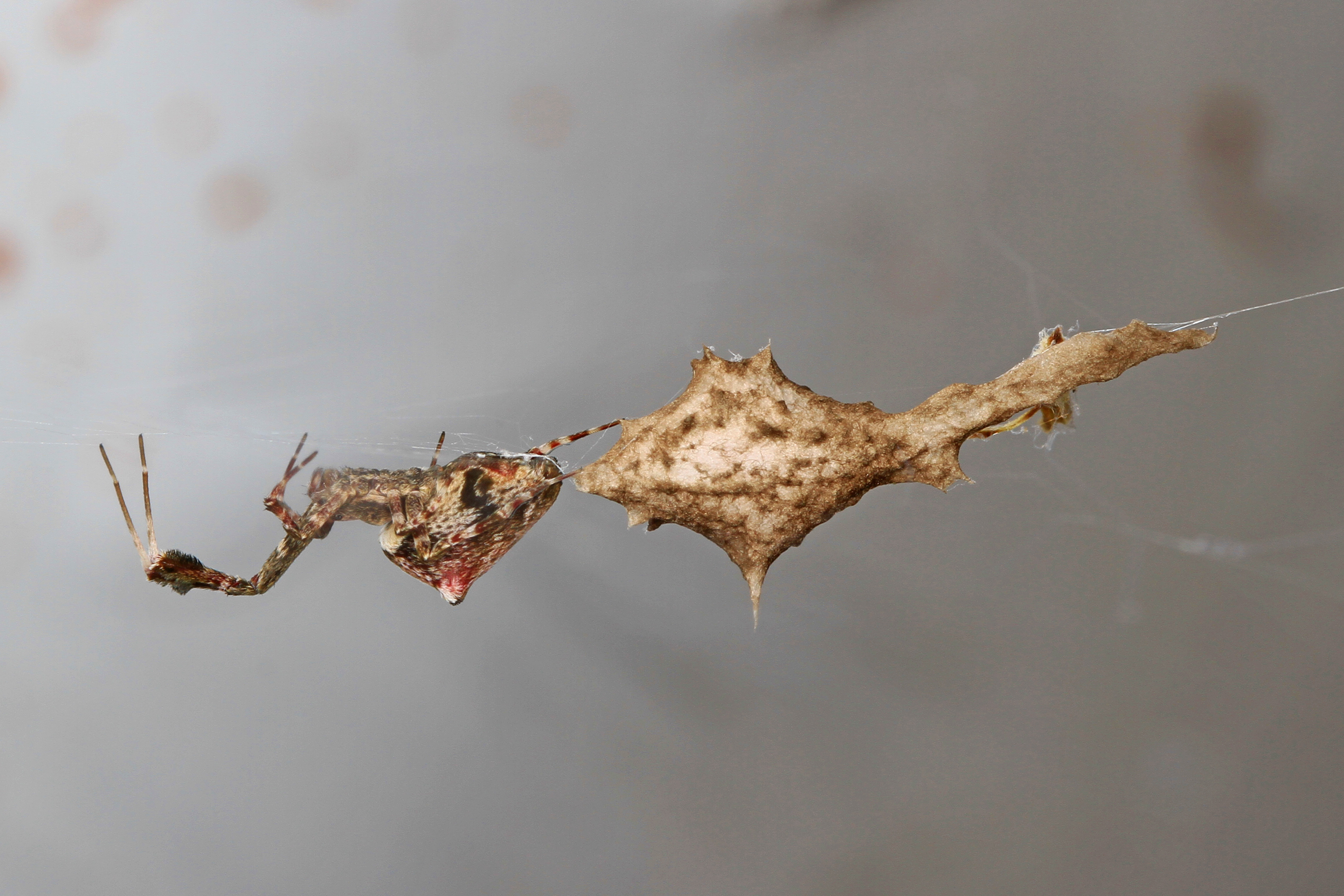
Uloborus glomosus

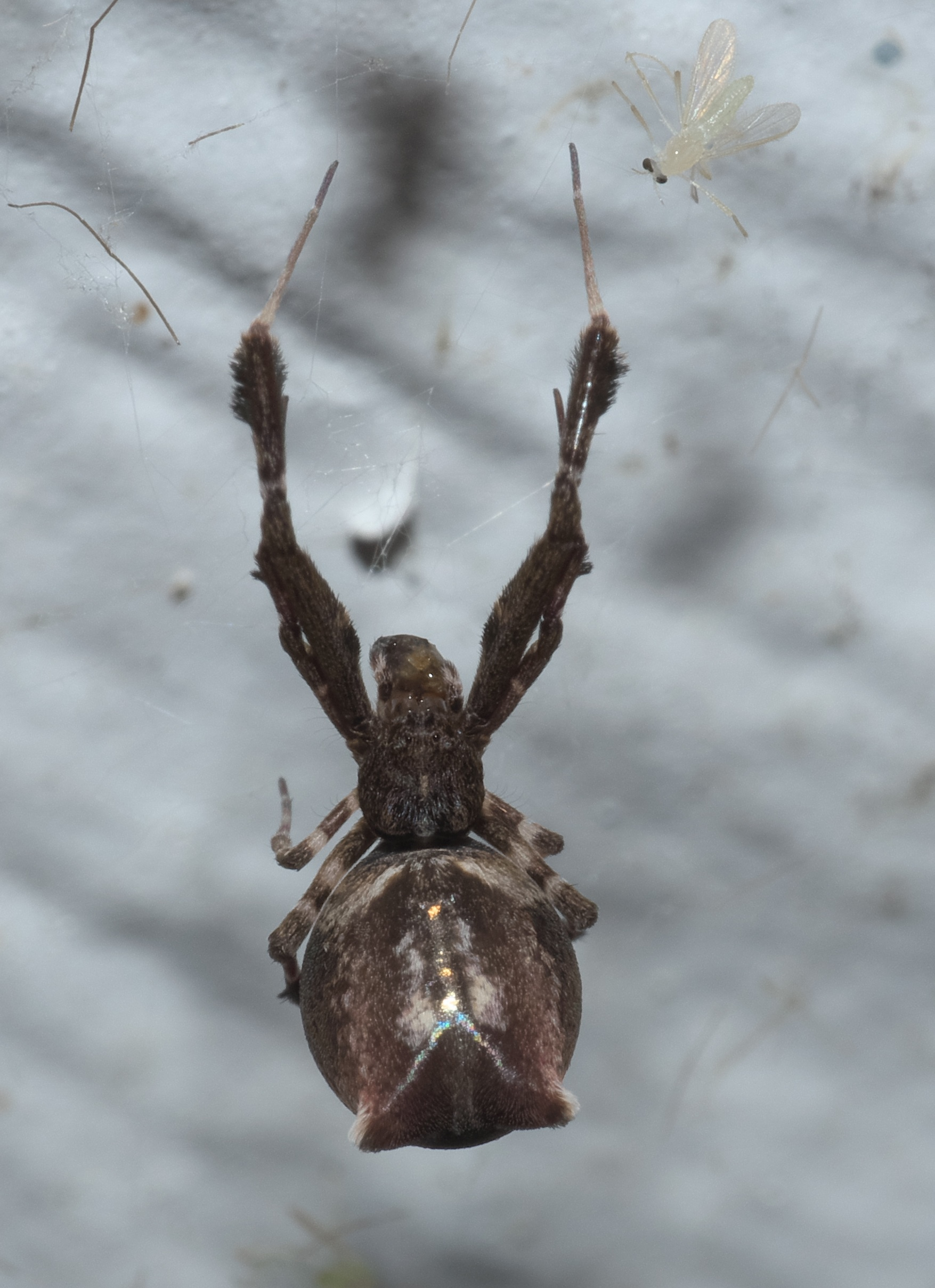
Uloborus glomosus

Les mâles mesurent de 2,3 à 3,2 mm et les femelles de 2,8 à 4,3 mm.

## Publication originale
- Walckenaer, 1841 : Histoire naturelle des insectes. Aptères. Paris, vol. 2, p. 1-549.